# Barbie Super Model
Barbie Super Model è un videogioco in cui si interpreta Barbie durante sessioni puramente arcade - si parte da destra per raggiungere la fine del livello a sinistra - evitando ostacoli e trabocchetti. Il gioco fu disponibile per Sega Genesis e Super NES.

## Meccanica di gioco
Quando si gioca in uno o due giocatori, ogni giocatore gioca in turni separati e non c'è collaborazione tra entrambi. 

### Livelli
Ogni livello ha un tema differente e veicoli o strumenti differenti con cui Barbie l'affronta: usa la sua decappottabile ad Hollywood, i suoi pattini alle Hawaii, passeggia sulla neve a Vail, e porta la  bici a New York. Durante ogni livello arcade c'è un minigioco con cui sviluppare la memoria ed è possibile giocare la modalità "Pratica" per apprendere nuove acrobazie da far effettuare a Barbie durante la passeggiata sulla neve. Alla fine di ogni livello, il giocatore deve effettuare a memoria le mosse mostrate. 

### Livello Bonus
Collezionando oggetti speciali si accede a missioni segrete.  L'obiettivo di tali missioni segrete è scegliere i migliori accessori e trucco per Barbie e combaciarla con la rivista mostrata accanto. 